# Radovan Schaufler
Radovan Schaufler (* 9. ledna 1959 Ústí nad Labem) je český architekt.

## Životopis
Mezi roky 1974 a 1978 studoval na střední průmyslové škole stavební v Děčíně. Následně byl postupně zaměstnán ve společnostech Severočeská Konstruktiva, Pozemní stavby Ústí nad Labem a ve Svazu českých výtvarných umělců, až roku 1986 začal studovat Fakultu architektury pražského Českého vysokého učení technického (FA ČVUT). Během studia absolvoval v letech 1990 a 1991 praxi na Technische Universität Dortmund. Vysokou školu úspěšně ukončil roku 1993. Téhož roku (dle jiných zdrojů však již o rok dříve) započal spolupráci se svým spolužákem, architektem Jakubem Roskovcem, s nímž v roce 2001 založil kancelář Schaufler–Roskovec.

## Dílo
Mezi Schauflerovy realizace se řadí:
- Praha–Kobylisy, rekonstrukce kostela U Jákobova žebříku (2001)
- Světice, rodinný dům (2003)
- Středokluky, rodinný dům (2007)
- Horní Lánov, rodinný dům (2008)
- Klánovice, rodinný dům (2009)
- Mstišov, rodinný dům (2009)